# Chenard & Walcker

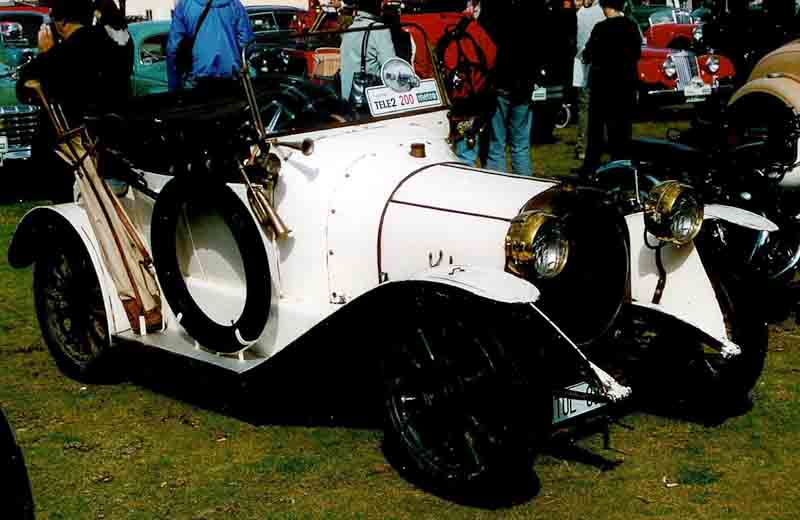
Chenard & Walcker 1913.

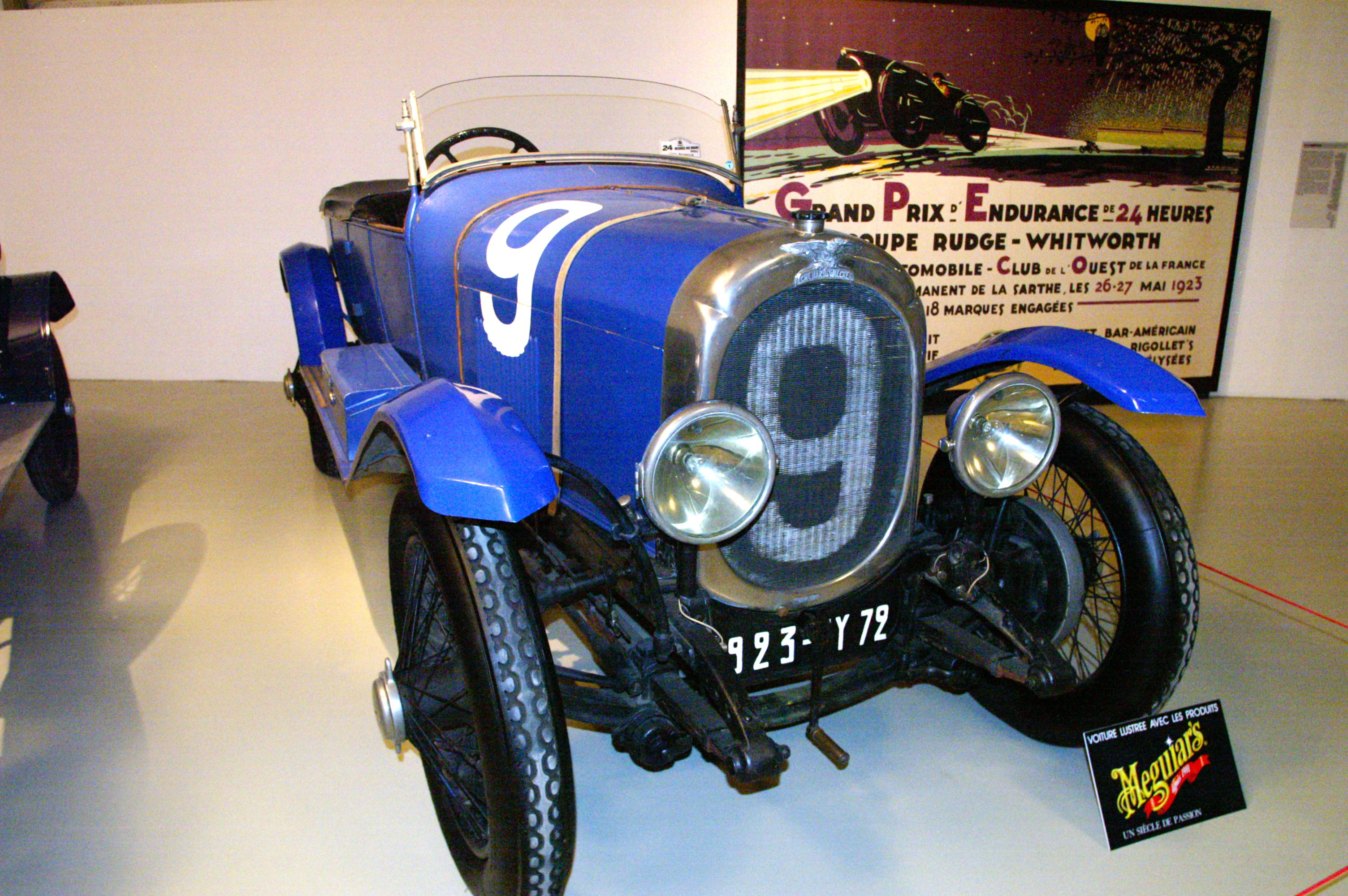
Le Mans-vinnaren från 1923.

Chenard & Walcker var en fransk biltillverkare som var verksam mellan 1901 och 1951.

## Historia
Ernest Chenard och Henri Walcker startade sitt företag 1899 i Asnières-sur-Seine för att tillverka trehjulingar. Två år senare presenterades den första bilen på bilsalongen i Paris. Chenard & Walckers första bil hade en mycket speciell kraftöverföring, med två kardanaxlar som drev var sitt bakhjul. Den här lösningen fanns kvar på några modeller ända in på 1920-talet. 1907 flyttade företaget verksamheten till Gennevilliers.
1922 presenterades en sportbil med en avancerad fyrcylindrig trelitersmotor, med överliggande kamaxel och torrsumpsmörjning. Med den modellen tog Chenard & Walcker en dubbelseger i det första Le Mans-loppet 1923. Programmet kompletterades även med en mindre tvålitersversion och en större åttacylindrig modell. Mellan 1927 och 1932 hade Chenard & Walcker ett samarbete med Delahaye.
Chenard & Walcker presenterade två framhjulsdrivna modeller 1934, men två år senare gick företaget bankrutt och övertogs av karossbyggaren Chausson. 1938 års modeller delade kaross med Matford, medan övrig teknik köptes från Citroën eller Matford.
Efter andra världskriget byggdes ett litet antal personbilar, men sedan Chenard & Walcker köpts upp av Peugeot 1946 byggdes bara små skåpbilar. Dessa bytte slutligen namn till Peugeot 1951.